# 寒川村 (和歌山県)
寒川村（そうがわむら）は、和歌山県日高郡にあった村。現在の日高川町大字寒川・串本にあたる。

## 地理
- 山岳：臼ヶ岡山、若藪山、城ヶ森山、高甲良山
- 河川：日高川、小藪川、西ノ川、朔日川

## 歴史
- 1889年（明治22年）4月1日 - 町村制の施行により、寒川村・串本村の区域をもって発足。
- 1956年（昭和31年）3月31日 - 川上村と合併して美山村が発足。同日寒川村廃止。

## 出身有名人
- 新藤栄作、俳優